# Dore Abbey
Dore Abbey (Dora) ist eine ehemalige Zisterzienserabtei in England. Es liegt in der Grafschaft Herefordshire unweit der Gemeinde Abbey Dore, nahe der Grenze zwischen England und Wales.

## Geschichte
Die Abtei wurde im Jahr 1147 von Lord Robert d'Ewyas gestiftet. Sie war ein Tochterkloster der Primarabtei Morimond und neben ihren Tochterklöstern Vale Royal Abbey in Cheshire (1266) und Grace Dieu Abbey in Monmouthshire (zuvor Gwent) in Wales das einzige Kloster aus dieser Filiation auf den Britischen Inseln. Im Jahr 1537 fand das Kloster sein Ende. Die Erhaltung der Kirche ist der Familie Scudamore zu verdanken.

## Anlage und Bauten

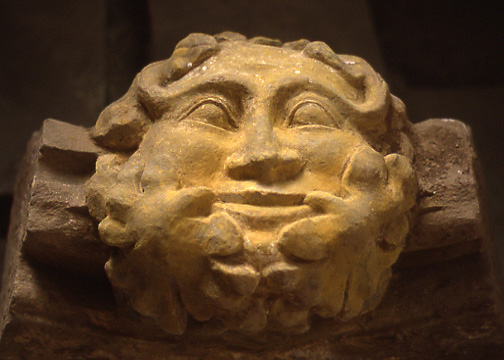
Green Man

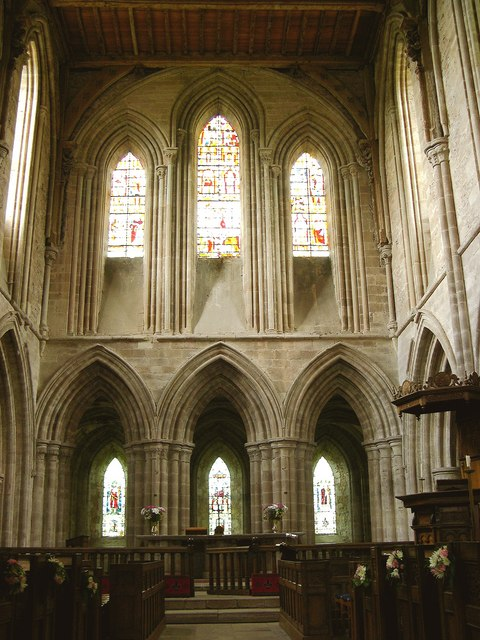
Ostabschluss der Kirche

Von der um 1180 begonnenen und um 1280 geweihten Kirche aus Hereforder Sandstein sind der rechteckige Chor mit einem Umgang in entwickelten gotischen Formen (Early English) aus dem 13. Jahrhundert und das Querhaus aus der Erbauungszeit erhalten und werden als Pfarrkirche genutzt. Von der übrigen Anlage sind außer der Sakristei nur einige Mauern erhalten. Das zehnjochige Schiff wurde abgebrochen. Der Chor wird von einer eichenen Chorschranke geschlossen. Im Querhaus befindet sich eine Musikantengalerie aus der Zeit um 1700. Der Turm im Winkel zwischen Querhaus und Chor wurde aus Steinen des Schiffs 1633 errichtet. 1633/1634 wurde die Kirche restauriert. Die Klausur befand sich auf der linken Seite der Kirche; der Kapitelsaal war (ungewöhnlich) in Form eines regelmäßigen Zwölfecks errichtet.